# Союз ТМ-13
Союз ТМ-13 — пилотируемый космический аппарат из серии «Союз ТМ».
Последний пилотируемый космический полёт советской программы.

## Экипаж старта
- / Александр Волков (3-й полёт) — командир
- /Токтар Аубакиров (1-й полёт) — космонавт-исследователь
- Франц Фибёк (Австрия) (1-й полёт) — космонавт-исследователь

## Дублирующий экипаж
- / Александр Викторенко — командир
- /Талгат Мусабаев — космонавт-исследователь
- Клеменс Лоталлер (Австрия) — космонавт-исследователь

## Экипаж возвращения
- / Александр Волков — командир
- / Сергей Крикалёв — бортинженер
- Клаус-Дитрих Фладе  (Германия) — космонавт-исследователь

## Описание полёта
Этот полёт вошел в историю тем, что космонавты улетали из СССР, а вернулись уже в Россию и страны «Ближнего зарубежья» — во время космической экспедиции Советский Союз прекратил своё существование.
Во время полёта была выполнена большая австрийская исследовательская программа, оборудование для которой было привезено на «Мир» уже ранее. Программа состояла из медицинских наблюдений за давлением крови, кровообращением и распределением потоков крови в невесомости (эксперимент «Пульстранс») с целью установления воздействия невесомости на микровибрации в руке и на функциональность мускулатуры рук и ног при помощи специально разработанной для этого куртки с датчиками. Эти эксперименты улучшили понимание о образе действия основным функций человеческого тела и не имели своей целью космические приложения. Кроме того были проведены эксперименты «Аудимир» для выяснения способности к ориентированию по звукам и исследования состава крови и функции лёгких. Большое внимание было уделено эксперименту «Логион», в котором исследовалась работоспособности жидкометаллических ионных эмиттеров в условиях космоса. Подобные эмиттеры должны были предотвращать пробои напряжения, которые часто приводили к выходу из строя систему энергообеспечения космических кораблей. Приборы с использованием подобных эмиттеров (масс-спектрометры, компьютеры, ионные микроскопы) используются как в ЕКА, так и в НАСА.
Прочие эксперименты состояли в наблюдении Земли при помощи специальной камеры с многоканальным спектрометром (изучение отражательных свойств различных площадей), в собирании, сохранении и передаче информации через специальной прибор («Датамир»). Кроме того производились видеоконференции и радиолюбительские контакты со школами в Австрии и СССР. Некоторые эксперименты проводились членами основного экипажа (Волков и Крикалёв).
Кроме того оба космонавта из основного экипажа проводили исследования по материаловедению, биологии и астрономии (исследование рентгеновских звёзд, например Cygnus X-1 и сверхновой Кассиопея A). В плавильной установке «Сплав» были изготовлены монокристаллы высокой степени чистоты. На установке «Таврия» были изготовлены высокочистые, биологически-активные вещества, которые применялись в производстве лекарств, в пищевой промышленности и генетических исследованиях. Успешно была испытана полупромышленная установка для выращивания новых кормовых антибиотиков (эксперимент «Робот»). При работе в открытом космосе 20 февраля были смонтированы различные приборы и вспомогательные структуры на мачте «Софора» (Крикалёв, 7 часов). Кроме того были установлены некоторые объективы, много сегментов одной из солнечных батарей, а также 4 пластины, на которых должны были испытываться жаропрочные покрытия. По причине перегрева скафандра Волков должен был преждевременно вернуться на борт.
Провиант и расходные материалы доставлялись транспортными кораблями «Прогресс М-10» и «М-11». На «Прогрессе М-10» был установлен спускаемый модуль, на котором были возвращены на Землю 350 кг результатов исследований.